# Genescà (Sant Llorenç Savall)
El Genescà, també conegut com a Genescar o Ginascar és una masia del municipi de Sant Llorenç Savall (Vallès Occidental) protegida com a bé cultural d'interès local. Es tracta d'una masia situada al nord-oest del poble. Al llarg del temps ha sofert profundes reestructuracions i reformes. La masia apareix documentada per primera vegada l'any 1126 però el topònim Genestar ja apareix en un document del 966. És una de les masies més antigues del municipi.
El topònim probablement prové de Ginestar lloc on hi ha ginestes, i de fet en alguns documents antics és citada d'aquesta forma.